# 760 до н. е.

## Події
- Мегара зазнала поразки у війні з Коринфом.
- Землетрус в Ізраїльському царстві.
- Правління царя Сардурі II в Урарту.
- Єгипетським фараоном став Кашта.

### Астрономічні явища
- 14 квітня. Кільцеподібне сонячне затемнення.[1]
- 8 жовтня. Повне сонячне затемнення.[1]